# Kajmak i marmolada
Kajmak i marmolada (oryg. Kajmak in marmelada, inny tytuł: Cheese and jam) – film fabularny produkcji słoweńskiej, w reżyserii Branko Đuricia. 

## Opis fabuły
Opowieść o małżeństwie Bośniaka i Słowenki, żyjącym w jednym z bloków mieszkalnych w Słowenii staje się pretekstem do ukazania kulturowych odmienności mieszkańców dawnej Jugosławii, ale także marginalizacji "obcych" w społeczeństwie słoweńskim. Bośniak uznawany przez sąsiadów za człowieka nieudolnego i nieporadnego, decyduje się wyrwać ze stanu bezczynności i zarabiać na przemycie ludzi przez granicę. 
Premiera filmu miała miejsce na Międzynarodowym Festiwalu Filmowym w Sarajewie. W Słowenii na ten film sprzedano 125 tysięcy biletów, co jest rekordem w dziejach słoweńskiej kinematografii.

## Obsada
- Branko Đurić jako Božo
- Tanja Ribič jako Spela
- Dragan Bjelogrlić jako Goran
- Uroš Fürst jako Marjan
- Igor Samobor jako sąsiad Miha
- Vlado Novak jako Jože
- Teja Glažar jako Majda
- Rene Bitorajac jako Meme
- Sasha Dragaš jako Keke
- Roberto Magnifico